# Distrikt Huarango
Der Distrikt Huarango liegt in der Provinz San Ignacio in der Region Cajamarca im Norden Perus. Der Distrikt wurde am 12. Mai 1965 gegründet. Er besitzt eine Fläche von 975 km². Beim Zensus 2017 wurden 18.858 Einwohner gezählt. Im Jahr 1993 lag die Einwohnerzahl bei 21.602, im Jahr 2007 bei 20.532. Sitz der Distriktverwaltung ist die 753 m hoch gelegene Ortschaft Huarango mit 845 Einwohnern (Stand 2017). Huarango befindet sich knapp 30 km südöstlich der Provinzhauptstadt San Ignacio.

## Geographische Lage
Der Distrikt Huarango befindet sich in den Anden im äußersten Osten der Provinz San Ignacio. Er erstreckt sich entlang dem Ostufer von Río Chirinos und Río Chinchipe. Die östliche Distriktgrenze verläuft entlang der Wasserscheide zu den weiter östlich gelegenen Einzugsgebieten von Río Numpatkay und Río Campamisa (auch Río Shimutaz).
Der Distrikt Huarango grenzt im Südwesten an den Distrikt Chirinos, im Westen an den Distrikt San José de Lourdes, im äußersten Norden an Ecuador, im Osten an den Distrikt Imaza (Provinz Bagua), im äußersten Südosten an den Distrikt Aramango (Provinz Bagua) sowie im Süden an die Distrikte Santa Rosa und Bellavista (beide in der Provinz Jaén).

## Ortschaften
Neben dem Hauptort gibt es folgende größere Ortschaften im Distrikt:
- Cruce El Molino
- Cruce El Naranjo
- El Porvenir
- El Triunfo
- Huaduillo
- Huarandoza (1035 Einwohner)
- La Laguna
- La Lima
- La Mushca
- La Plama
- La Totora
- Miraflores
- Monte Grande La Capilla
- Nueva Esperanza
- Ozurco
- Pangoya
- Puerto Ciruelo (1242 Einwohner)
- Romerillo
- Sabanas
- San Miguel
- Saucepampa
- Shumaya
- Supayaku
- Vista Florida
- Yamakoy
- Zapotal